# R. C. Sproul
Robert Charles Sproul, (Pittsburgh, 13 de febrero de 1939 - Pensilvania, 14 de diciembre de 2017) fue un teólogo reformado estadounidense y pastor ordenado en la iglesia Presbiteriana de Estados Unidos. También fundador y presidente de Ligonier Ministries (una organización sin fin lucrativo) poseía un programa de radio Renewing Your Mind, que se podía escuchar a diario en los Estados Unidos y en otros 60 países.
Bajo la dirección de Sproul, Ligonier Ministries produjo la Declaración Ligonier sobre la inerrancia bíblica, que eventualmente se convertiría en la Declaración de Chicago sobre la inerrancia bíblica de 1978, de la cual Sproul, junto con Norman Geisler, fue uno de los principales arquitectos. Sproul ha sido descrito como "el proponente más grande e influyente de la recuperación de la teología reformada en el último siglo".
La Ligonier Ministries realiza varias conferencias teológicas cada año, y la principal conferencia se realiza anualmente en Orlando (Florida) por ende el dr. Sproul era uno de los principales oradores.
Sproul estuvo en el tren de Amtrak que se descarriló en el accidente ferroviario de Big Bayou Canot de 1993, y frecuentemente mencionaba relatos de primera mano de la historia.
Cabe destacar, que su doctrina está basada en el calvinismo a partir de las Sagradas Escrituras, por lo tanto fue uno de sus mejores exponentes.

## Educación
Sproul obtuvo títulos de Westminster College, Pensilvania (BA, 1961), Pittsburgh-Xenia Theological Seminary (M.div, 1964), Universidad Libre de Ámsterdam (Drs., 1969) y del Whitefield Theological Seminary (PhD, 2001). Enseñó en muchas universidades y seminarios, por ejemplo en el Reformed Theological Seminary en Orlando y Jackson, Mississippi, y Knox Theological Seminary en Ft. Lauderdale.
Uno de los mentores de Sproul fue John Gerstner, su profesor en el Pittsburgh-Xenia Theological Seminary. Los dos, juntamente con Arthur Lindsley (otro alumno de John Gerstner), escribieron el libro Apologética Clásica en 1984. El Ligonier Ministries hizo grabaciones del Dr. Gerstner enseñando varios cursos acerca de teología y Biblia.

## Carrera
Sproul sirvió como copastor en la Capilla de San Andrés (Saint Andrew en inglés), una congregación cristiana en Sanford, Florida. Fue ordenado como un presbítero en la Iglesia Presbiteriana Unida en los Estados Unidos de América en 1965, pero dejó esa denominación alrededor de 1975 y se juntó a la Iglesia Presbiteriana en América. Y también era miembro del Consejo de la Alianza de los Evangélicos confessantes (Alliance of Confessing Evangelicals en inglés).
Sproul fue un fervoroso defensor del calvinismo en sus muchas publicaciones impresas, en audio y en vídeo y también es conocido por su defensa al evidencialismo en la apología cristiana, menos común entre los apologistas reformados, y su rechazo del presuposicionalismo en favor de la Apologética Clásica (tomista). Un tema dominante en muchas de las lecciones de Renewing Your Mind de Sproul es la santidad y la soberanía de Dios en la Biblia.
Sproul fue un crítico intransigente de la Iglesia católica y de su teología, y denunció el documento ecuménico de 1994 Evangélicos y Católicos Juntos, ECT (Evangelicals and Catholics Together), también fue un acérrimo denunciante de las múltiples doctrinas polémicas de la iglesia Pentecostal y su teología entre ellas la Teología de la prosperidad la cual cuestionó severamente en repetidas ocasiones.
En el año 2003 fue publicado Festschrift en su homenaje. After Darkness, Light: Essays in Honor of R. C. Sproul (ISBN 0875527043), que incluyó contribuciones de notables autores, tales como: Robert Godfrey, Sinclair Ferguson, O. Palmer Robertson, Michael Horton, Douglas Wilson, John F. MacArthur y Jay E. Adams.
En 18 de abril de 2015, Sproul fue acometido con un accidente cerebrovascular, por lo cual fue internado en un hospital. Y el día 23 de abril del 2016 recibió alta médica y fue para casa, sin sufrir cualesquier efectos nocivos. Él fue, sin embargo, diagnosticado con diabetes mellitus.

## Publicaciones
El libro escrito por Sproul, La Santidad de Dios, es considerado como su obra seminal sobre el tema del carácter de Dios, y su libro Not a Chance: The Myth of Chance in Modern Science and Cosmology fue altamente elogiado por aquellos que rechazan el materialismo defendido por algunos en la comunidad científica.
Por intermedio del Ligonier Ministries, el programa de radio Renewing Your Mind y las varias conferencias, Sproul generó muchas charlas en audio y vídeo sobre variados temas: historia de la filosofía, teología, estudio de la Biblia, apologética, diseño inteligente y vida cristiana. Además, escribió más de 60 libros y muchos artículos para publicaciones evangélicas. Él firmó la Chicago Statement on Biblical Inerrancy, que afirmó la visión tradicional de la inerrancia Bíblica, y él escribió un comentario sobre ese documento intitulado Explaining Inerrancy. Y también sirvió como editor de la Biblia de estudio de la Reforma (Reformation Study Bible, ISBN 0-87552-643-8), un proyecto de seis años de duración, que apareció en varias ediciones, que también fue conocida como a New Geneva Study Bible.
En 2006, el  Ligonier Ministries lanzó el Reformation Trust Publishing con objetivo de promocionar la fe cristiana protestante reformada histórica por medio de conocidos pastores reformados, educadores y líderes de las iglesias evangélicas reformadas modernas.
El 1 de septiembre de 2020, Ministerios Ligonier junto con Poiema Publicaciones publica La Biblia de Estudio de la Reforma, una Biblia de estudio elaborada bajo la dirección editorial de R.C. Sproul y las contribuciones de 75 teólogos y pastores de todo el mundo.